# إسماعيل صفوت باشا
إسماعيل صفوت باشا، هو الّلواء إسماعيل صفوت باشا، ترعرع في مدينة الموصل-العراق في عام 1895. وقد لجأ الى إسطنبول قاصدًا اتمام دراسته العسكريّة، الا أنها تعطّلت بسبب اندلاع الحرب العالميّة الأولى.

## حياة إسماعيل السّياسيّة
خدم اسماعيل في جبهة الدردنيل والقفقاس وفلسطين، وانتهى به المطاف بسجنه فيها.
كما وشارك في ثورة العشرين، والتي على إثرها غدا مطاردًا إلى سورية.
بعدها، التحق بكلية الأركان في بغداد في عام 1930، تزامنًا مع الحكم الفيصلي، ليتخرّج منها برُتبة ضابط ومن ثمّ رُتبة لواء.
في المرحلة الأولى من حرب 1947-1949، تمّ تعيينه من قبل جامعة الدول العربيّة في الّلجنة العسكريّةّ العربيّة الّتي انتُدبت قبيل نصّ قرار مشروع تقسيم فلسطين. ثم غدا بعدها قائدًا عامًا للقوات العربيّة في فلسطين.
بعد انتهاء القتال في فلسطين، اخذ اسماعيل على عاتقه قيادة الفرقة الثّانية في الجيش العراقيّ، وكان قد غادر الجيش في عام 1951 وتوفي في عام 1972.